# Епархия Тхайбиня
Епархия Тхайбиня (лат. Dioecesis de Thai Binh) — епархия Римско-Католической Церкви с центром в городе Тхайбинь, Вьетнам. Епархия Тхайбиня входит в митрополию Ханоя. Кафедральным собором епархии Тхайбиня является церковь Святейшего Сердца Иисуса.

## История
9 марта 1936 года Римский папа Пий XI издал буллу «Praecipuas inter», которой учредил апостольский викариат Тхайбиня.
24 ноября 1960 года Римский папа Иоанн XXIII издал буллу «Venerabilium Nostrorum», которой преобразовал апостольский викариат Тхайбиня в епархию.

## Ординарии епархии
- епископ Juan Casado Obispo O.P.[1] (9,03.1936 — 19.01.1941);
- епископ Santos Ubierna O.P. (24.02.1942 — 15.04.1955);
  - вакансия (1955—1960);
- епископ Dominique Dinh-Duc-Tru (5.03.1960 — 8.06.1982);
- епископ Joseph Marie Dinh-Binh (7.06.1982 — 14.03.1989);
- епископ François Xavier Nguyên Van Sang (3.12.1990 — 25.07.2009);
- епископ Pierre Nguyên Van Dê S.D.B. (25.06.2009 — по настоящее время).

## Источник
- Annuario Pontificio, Libreria Editrice Vaticana, Città del Vaticano, 2003, стр. 958, ISBN 88-209-7422-3
- Булла Praecipuas inter (лат.) // Acta Apostolicae Sedis. — Typis Polyglottis Vaticanis, 1936. — Num. 28. — P. 392. Архивировано 29 февраля 2012 года.
- Булла Venerabilium Nostrorum (лат.) // Acta Apostolicae Sedis. — Typis Polyglottis Vaticanis, 1961. — Num. 53. — P. 346. Архивировано 29 февраля 2012 года.